# مايك ويب
مايك ويب هو لاعب اتحاد الرغبي كندي، ولد في 19 يونيو 1979.